# Prințul Filip, Conte de Flandra
Prințul Filip al Belgiei, Conte de Flandra (24 martie 1837 – 17 noiembrie 1905) a fost al treilea fiu (însă al doilea fiu supraviețuitor) al regelui Leopold I al Belgiei și a soției lui, Louise d'Orléans (1812-1850). S-a născut la Palatul Laeken, în apropiere de Bruxelles, Belgia. A fost numit Conde de Flandra la 14 decembrie 1840.
A fost moștenitor prezumptiv al tronului Belgiei din 1869 (după decesul nepotului său) până la propriul său deces în 1905.
La data de 11 februarie 1866, Locotenența Domnească din România l-a proclamat prinț al Principatelor Române în locul lui Alexandru Ioan Cuza.
Prințul Filip, înrudit cu Burbonii, ca să nu-l supere pe Napoleon III, a refuzat aproape instantaneu propunerea, prin consulul general al Belgiei în Principate, Jacques Poumay.

## Căsătorie și copii
La 25 aprilie 1867, la Berlin, s-a căsătorit cu Marie Luise Alexandra Caroline, Prințesă de Hohenzollern, (1845-1912), fiica lui Karl Anton von Hohenzollern (1811-1885) și a soției lui Josephine de Baden (1813-1900).
Filip și Marie au avut cinci copii:
- Prințul Baudouin (1869-1891)
- Prințesa Henriette (gemeni) (1870-1948)
- Prințesa Joséphine Marie (gemeni) (1870-1871)
- Prințesa Joséphine Caroline (1872-1958)
- Albert I (1875-1934)

Filip a murit la Bruxelles la 17 noiembrie 1905 la vârsta de 68 de ani.